# Keyston
Keyston est un village du Cambridgeshire, en Angleterre.